# 12 Tangos – Adios Buenos Aires
12 Tangos – Adios Buenos Aires ist ein deutscher Dokumentarfilm des Kölner Regisseurs Arne Birkenstock, gedreht 2004 in der argentinischen Hauptstadt Buenos Aires. Die Musik zu dem Film arrangierte und komponierte der Gitarrist und Komponist Luis Borda, der für den Dokumentarfilm einige der wichtigsten argentinischen Tangomusiker in einem Orchester versammelte.

## Inhalt
Der Dokumentarfilm erzählt die Geschichte verschiedener Tangotänzer im krisengeschüttelten Buenos Aires. In der „Catedral“, einem 200 Jahre alten Kornspeicher in Buenos Aires, spielt ein argentinisches Tango-All-Star-Orchester 12 bekannte Tangos, während sich die Gäste des allwöchentlichen Tangoballs dazu im Kreise drehen. Im Mittelpunkt stehen der 71-jährige Berufstänzer Roberto Tonet und die 20-jährige Tänzerin Marcela Maiola. Tonet hat seine Rente während der Bankenkrise verloren, Marcela bereitet ihre Auswanderung nach Europa vor.
Um sie herum tanzen weitere Menschen, denen man im Verlaufe des Films aus der „Catedral“ ins wirkliche Leben folgt: Man sieht die beiden Schulkinder Rodrigo und Fabiana, die im verarmten Tangostadtteil Nueva Pompeya wohnen. Rodrigo ist der Sohn bolivianischer Einwanderer, Fabiana lebt mit ihren drei Geschwistern allein, seit die Mutter als Putzfrau nach Spanien gehen musste, um die Raten für ihre bescheidene Bleibe zu verdienen. Der Film begleitet den Abschied der Mutter und die zurück gelassenen vier Kinder.
Im angesagtesten Tangoschuppen der Stadt trifft man auch auf die fünf Freaks der Trashrockband „Las Munecas“, die hier in der „Catedral“ leben, dort die Tangobälle ausrichten und Gardel-Lieder auf ihren E-Gitarren interpretieren.
Tango ist der Ausdruck von Krise und Hoffnungslosigkeit, und dieser Zusammenhang wird über die Geschichten dieser Tangotänzer deutlich, die die aktuelle Situation um Vermögen, Job und Einkommen gebracht hat.
In 12 Tangos erzählt der Film die Geschichten dieser Tänzer und ihrer Vorfahren. Tango, Krise, Ein- und Auswanderung fügen sich organisch darin ein, über die Vergangenheit, die Gegenwart und die Zukunft dieser Menschen wird die Geschichte des Tangos selbst erzählt und ein Porträt der Stadt Buenos Aires gezeichnet.

## Produktion
Der Film wurde von den Kölner Produktionsfirmen Fruitmarket Kultur und Medien und Tradewind Pictures in Zusammenarbeit mit dem ZDF und mit ARTE produziert. Die Entwicklung des Drehbuches wurde vom Media-Programm der Europäischen Union gefördert. Der Film erschien im Verleih der Kinostar GmbH und wurde von Medialuna Entertainment weltweit vertrieben. Als Koproduzenten unterstützten Peter Bach und Hans Georg Haakshorst die Produktion des Films.

## Musik
Für den Film „12 Tangos“ hat der Komponist und Gitarrist Luis Borda einige der besten argentinischen Musiker zu einem Orchester zusammengestellt und 16 Tangos exklusiv für diese Filmproduktion arrangiert und eingespielt. Im Orchester für „12 Tangos“ wurden bewusst verschiedene Generationen vereint:
Die 92-jährige Maria de la Fuente singt zusammen mit Lidia Borda, laut „Rolling Stone“ die „beste Tangosängerin der Gegenwart“. Außerdem singen Gabriel Menendez, Jorge Sobral und Eduardo Borda.
Der Film zeigt die letzten Aufnahmen mit der Bandoneon-Legende José Libertella, der kurz nach dem Ende der Dreharbeiten völlig überraschend verstarb. Am Bandoneon spielen außerdem Julio Pane und der junge, für den Grammy nominierte, Pablo Mainetti. Die Solo-Geige spielt der Konzertmeister des Teatro Colón Mauricio Marcelli und wird dabei von Humberto Ridolfi (Geige) und Elisabet Ridolfi (Bratsche) unterstützt. Auch die Rhythmus-Gruppe vereint mit dem Pianisten Diego Schissi und dem Salgán-Bassisten Oscar Giunta jung und alt. Dazu kommen erstklassige Musiker an für den Tango ungewöhnlichen Instrumenten: Juan Cruz de Urquiza (Trompete), Pablo La Porta (Perkussion), Marcos Cabezas (Vibraphon), Diego Pojomowsky (E-Bass) sowie das Saxophon-Quartett „De Coté“.
Das Repertoire dieses Orchesters umfasst Klassiker wie „Adios Nonino“, „Sur“, „La Cachila“, „La Puñalada“ und die „Milonga de mis amores“, aber auch unbekanntere Schätze wie „Pampero“, „En carne propia“ oder den Walzer "El Paisaje, sowie Neukompositionen wie „Ironía del Salón“ und „Corralito“. Die CD zum Film erschien bei Enja Jazzrecords.

## Kritiken
12 Tangos startete im Dezember 2005 mit nur sieben Kopien. Der Film lief insgesamt 63 Wochen in den deutschen Kinos und erreichte knapp 40.000 Zuschauer. Der Film lief außerdem erfolgreich in Japan und auf zahlreichen internationalen Festivals wie dem Internationalen Filmfestival Kalkutta und dem Yamagata International Documentary Festival. Die Kritik feierte den Film als „Buena Vista Tango Club“ (TV Today), als „vibrierende Dokumentation über die Tangoszene und einfühlsames Sozialporträt der oft arbeitslosen jungen Tänzer in Buenos Aires.“ (Rolling Stone). Die Kölnische Rundschau schrieb: „12 Tangos ist einer der erotischsten und traurigsten Filme dieses Kinojahres. Der Kölner Arne Birkenstock drehte einen Dokumentarfilm, der streckenweise wie ein Spielfilm wirkt, weil er große Nähe zu seinen Protagonisten entwickelt. Alles erwächst in diesem Film – den Kameramann Volker Noack mit wunderbar warmen Bilder aus dem Kosmos von Buenos Aires bestückt – aus dem Leben heraus.“